# Шарні-Оре-де-Пюїзе
Шарні-Оре-де-Пюїзе (фр. Charny Orée de Puisaye) — муніципалітет у Франції, у регіоні Бургундія-Франш-Конте, департамент Йонна. Шарні-Оре-де-Пюїзе утворено 1 січня 2016 року шляхом злиття муніципалітетів Шамбегль, Шарні, Шен-Арну, Шевійон, Дісі, Фонтенуй, Граншам, Малікорн, Марше-Бетон, Перре, Прюнуа, Сен-Дені-сюр-Уанн, Сен-Мартен-сюр-Уанн i Вільфранш. Адміністративним центром муніципалітету є Шарні. Населення — 4807 осіб (01.01.2021).